# Bot Gábor
Bot Gábor (Budapest, 1971. július 4. –) magyar színész.

## Pályája
Zenei tanulmányait  hatéves korában kezdte, egy évig furulyázni, majd négy évig trombitálni tanult. 13 évesen került a Magyar Rádió Gyermekkórusába.
1990-1994-ig a Bartók Béla Zeneművészeti Szakközépiskola ének tanszakos hallgatója volt, majd 1994-ben felvételt nyert a Liszt Ferenc Zeneművészeti Egyetemre, ahol 2000-ben diplomázott Pászthy Júlia és Gulyás Dénes növendékeként.
1991 óta szerepel különböző színpadi produkciókban. Jelenleg a zalaegerszegi Hevesi Sándor Színház és a szolnoki Szigligeti Színház tagja.

## Színházi munkák

### Klasszikus szerepei
- Joseph Haydn: Élet A Holdon (Arany János Színház)
- Claudio Monteverdi: Orfeusz (Kamaraopera)
- Daniel Auber: Fra Diavol (Színművészeti Főiskola)
- Gaetano Donizetti: A csengő (Zeneakadémia)
- Henry Purcell: Dido és Aeneas (Tavaszi Fesztivál)
- Georg Friedrich Händel: Messiás (veszprémi katolikus templom)

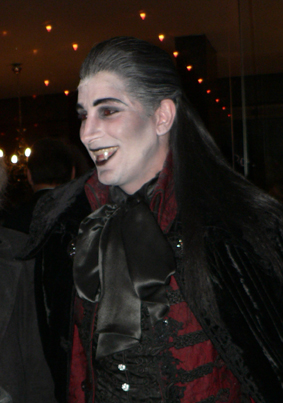
von Krolock - Vámpírok bálja, 2009

### Főbb operett-, rockopera- és musicalszerepei
- Johann Strauss: Denevér (Világoperett)
- Koldusopera (Színművészeti Főiskola)
- Elisabeth (Budapesti Operettszínház)
- Hotel Menthol (Budapesti Operettszínház)
- Kálmán Imre: Marica grófnő... Tasziló (Zalaegerszegi Hevesi Sándor Színház)
- Johann Strauss: Cigánybáró... Ottokár (Budapesti Operettszínház)
- Szirmai Albert – Bakonyi Károly – Gábor Andor: Mágnás Miska... Baracs (Budapesti Operettszínház)
- Lehár Ferenc: Cigányszerelem... Józsi (Miskolci Nemzeti Színház)
- Huszka Jenő: Lili bárónő... Illésházy gróf (Szolnoki Szigligeti Színház)
- Andrew Lloyd Webber: Evita... Che Guevara (Rock Színház, Miskolci Nemzeti Színház), Agustín Magaldi (Margitszigeti Szabadtéri Színpad, Szegedi Nemzeti Színház)
- Andrew Lloyd Webber: Az operaház fantomja... Raoul (Madách Színház)
- Andrew Lloyd Webber: Jézus Krisztus szupersztár... Jézus (Miskolci Nemzeti Színház)
- Szörényi Levente – Lezsák Sándor: Atilla – Isten kardja... Gyengizik (Szegedi Szabadtéri Játékok, Esztergomi Szabadtéri Játékok)
- John Kander: A Pókasszony csókja... Gabriel (Tivoli Színház)
- Várkonyi Mátyás: Ifipark... Jampi (Sztár Rock Színház)
- Ábrahám Pál - Kellér Dezső: 3:1 a szerelem javára... Lali (Zalaegerszegi Hevesi Sándor Színház)
- Huszka Jenő – Bakonyi Károly – Martos Ferenc: Bob herceg... Lord Lancaster (Zalaegerszegi Hevesi Sándor Színház)
- Tasnádi István: A magyar zombi... Megaboy (Zalaegerszegi Hevesi Sándor Színház)
- Várkonyi Mátyás – Miklós Tibor: Sztárcsinálók... Péter apostol (Margitszigeti Szabadtéri Színpad); Juvenalis (Óbuda, Zichy-kastély)
- Lehár Ferenc: Luxemburg grófja... René, Luxemburg grófja (Szolnoki Szigligeti Színház)
- Horváth Károly – Tömöry Péter: Canterbury mesék... Vidám barát, később Ifjú (Zalaegerszegi Hevesi Sándor Színház)
- Rob Bolland – Ferri Bolland: 3 Testőr... D'Artagnan (Budapest)
- MacDermot – J.Rado: Hair... Hud (Zalaegerszegi Hevesi Sándor Színház)
- Ivan Kušan: Galócza... Adam Zazic (Zalaegerszegi Hevesi Sándor Színház)
- Huszka Jenő: Mária főhadnagy... Jancsó hadnagy (Szolnoki Szigligeti Színház; Zalaegerszegi Hevesi Sándor Színház)
- Roman Polański: Vámpírok bálja... Nightmare szóló, Chagall, Krolock gróf (PS Produkció, Pesti Magyar Színház)
- Kálmán Imre: Zsuzsi kisasszony... Péterffy (Szolnoki Szigligeti Színház)
- Dés László – Nemes István: Valahol Európában... Hosszú (Zalaegerszegi Hevesi Sándor Színház)
- Frank Wildhorn: A Vörös Pimpernel... Percy (Szolnoki Szigligeti Színház)
- Lionel Bart: Olivér!... Mr. Bumble (Zalaegerszegi Hevesi Sándor Színház)
- Müller Péter – Müller Péter Sziámi – Tolcsvay László: Isten pénze... Ifjú Scrooge (Zalaegerszegi Hevesi Sándor Színház)
- Moravetz Levente – Balásy Szabolcs – Horváth Krisztián: A fejedelem... II. Rákóczi Ferenc (Zalaegerszegi Hevesi Sándor Színház)
- Szörényi Levente – Bródy János: Kőműves Kelemen... Kőműves Kelemen (Zalaegerszegi Hevesi Sándor Színház)

## Külső hivatkozások
- Bot Gábor a PORT.hu-n (magyarul)
- Bot Gábor az Internetes Szinkronadatbázisban (magyarul)
- Bot Gábor az Internet Movie Database-ben (angolul)